# Enneapterygius tutuilae
Enneapterygius tutuilae är en fiskart som beskrevs av Jordan och Seale, 1906. Enneapterygius tutuilae ingår i släktet Enneapterygius och familjen Tripterygiidae. Inga underarter finns listade i Catalogue of Life.